# Финский шпиц
Финский шпиц (финская лайка; фин. Suomenpystykorva) — порода собак V группы FCI, возникшая от аборигенных собак «тёмно-красного» цвета, населявших территорию Финляндии и современной Карелии, используемых для охоты на птицу и зверя.

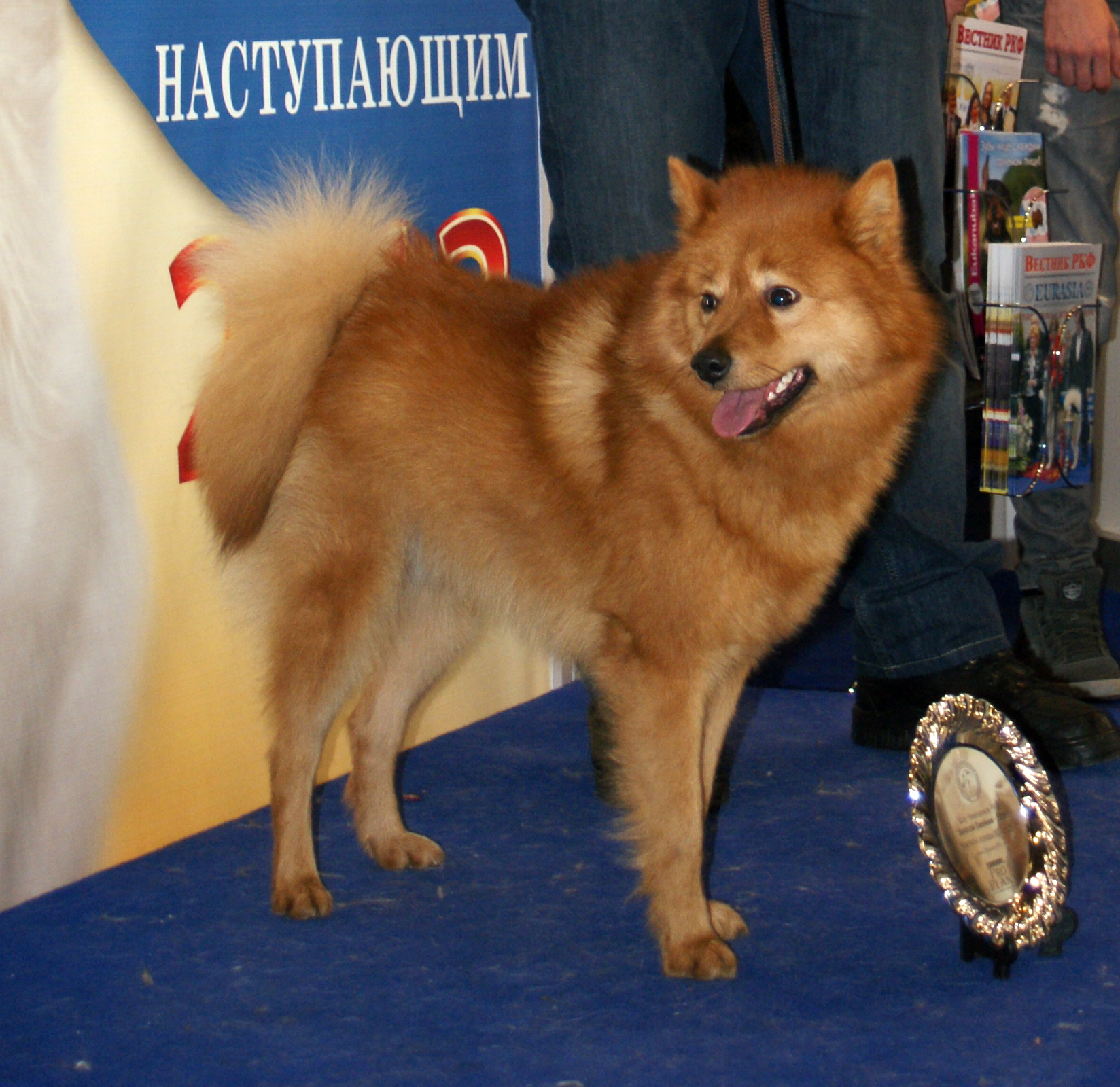
Чемпион Нарри

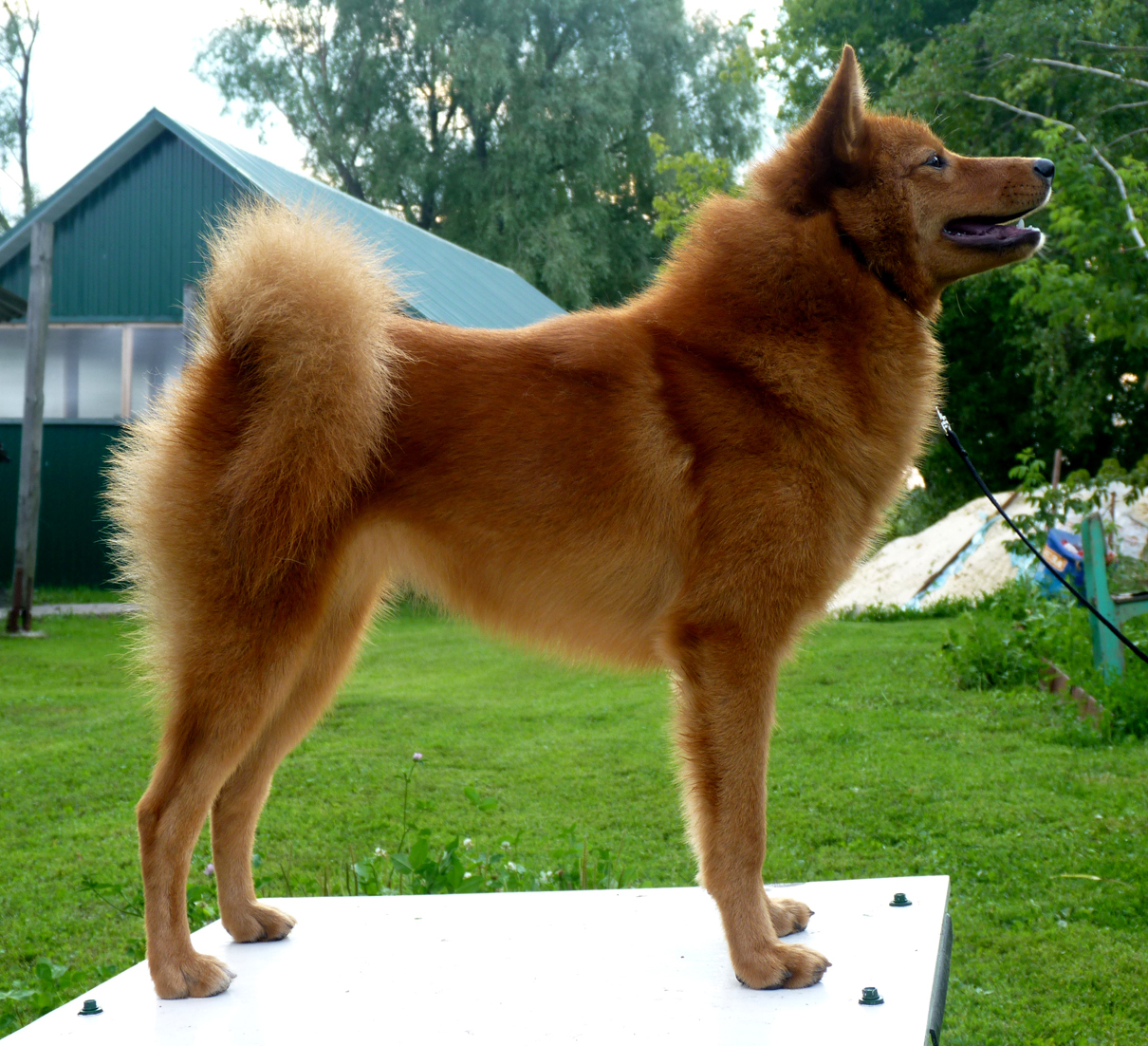
Финский шпиц — выставочная стойка

## История и происхождение породы
1675 г. — Первое упоминание французским путешественником Пьер ля Мартиньяр 1675 г. Он писал о «темно-красных» собаках, обнаруженных в Финляндии.
1880 г. — Финские охотники Хуго Роос и Хуго Зандберг приобрели экземпляры ярко-рыжих лаек и взялись за возрождение породы.
1892 г. — Порода была признана Финским кинологическим клубом.
1895 г. — Первое упоминание в России в «Альбоме северных собак лаек» князя А. А. Ширинского-Шихматова. Упоминаются собаки рыжего и серо-рыжего окраса, отличающиеся ярко выраженным охотничьим инстинктом и сообразительностью.
1897 г. — В Финляндии был пересмотрен стандарт на финского шпица, формат собаки стал более приближен к квадратному.
1927 г. — Сэр Эдвард Чикестер завез финского шпица в Великобританию.
1935 г. — Финская лайка была зарегистрирована в английском Кеннел-клубе под названием финский шпиц.
1950 г. — Финский шпиц был завезен в США.
1952 г. — Дж. В. Х. Сколтенс-Кейзер представил финского шпица в Нидерландах.
Впоследствии финский шпиц был объявлен национальной породой Финляндии. В Финляндии финский шпиц получил наибольшее распространение и популярность.

## Особенности породы

### Внешний вид
Правильное телосложение — квадратный формат, что означает, что длина корпуса такая же или немного короче, чем высота в холке. Длина корпуса измеряется от плече-лопаточного сочленения до конца крупа. У сук спина обычно немного длиннее, чем у кобелей. Ноги должны казаться немного длиннее, чем спина. Когти на прибылых пальцах могут появляться на передних и / или задних лапах. Если они выросли на задних лапах, их следует удалить. При желании, также можно удалить прибылые когти и на передних лапах.

#### Размер
Высота в холке (стандарт породы Американского клуба собаководства):
Кобели: от 44,5 до 50,8 см (от 17½ до 20 дюймов)
Суки: от 39,4 до 45,7 см (от 15½ до 18 дюймов).
Вес:
Кобели: 12–14 кг (26–31 фунт)
Суки: 7,3–10 кг (16–22 фунта)

## Развитие породы в России
В России финского шпица окрестили названием «карело-финская лайка», по названию Карело-Финской ССР, на территории которой эти собаки были наиболее распространены. Как самостоятельная порода карело-финская лайка сформировалась к концу 60-х годов.
Главными центрами разведения стали Ленинград и Москва. Основоположниками ленинградского очага породы были собаки неизвестного происхождения Норка А. П. Соловьева, Дамка П. В. Большакова, Астра Е. И. Иванова, Джим Н. А. Маляровского, Буян- М. Т. Козлова и Марик В. Марцинкевич. Почти все они имели хорошие рабочие качества и типичный для финского шпица экстерьер.
К концу 70-х годов в России насчитывалось уже более 350 собак, в основном в Московском очаге разведения и Кировской области, где разведением занимался питомник ВНИИОЗ.
Селекционно-племенная работа велась, в том числе, с использованием в качестве производителей финских шпицев, привезенных из Финляндии. Таким образом, постепенно собаки стали однотипными.
В 2006 г. между РКФ и Финским Кеннел-Клубом подписан договор о признании российского поголовья в системе FCI.
В настоящий момент высока численность этих собак в г. Москве, Республике Карелия, Республике Удмуртия, Ленинградской области. При этом порода финский шпиц распространилась по всем регионам России. Карелочники начали объединяться в крупные сообщества, в 2011 г. образовалась Общероссийская Кинологическая Общественная Организация Клуб породы финский шпиц «СУОМЕН», которая объединила владельцев и заводчиков всех регионов России.

## Как называется порода «Финский шпиц» в различных странах?
- В России — карело-финская лайка, карелка, финский шпиц
- В Финляндии — суоменпюстюкорва (Suomenpystykorva)
- В Великобритании — Finnish Spitz
- В Швеции — Finsk Spets
- В Норвегии — финская лоу-лоу

## Здоровье
Финский шпиц, как правило, очень здоровая порода с нечастыми проблемами со здоровьем. Тем не менее, необходимо проконсультироваться с заводчиками, перед покупкой щенка, чтобы оценить риски определенных заболеваний у собак этой породы. Наиболее распространенные генетические заболевания у финских шпицов:
- Дисплазия тазобедренных суставов
- Пателла
- Дисплазия локтевых суставов
- Эпилепсия

Средняя продолжительность жизни финского шпица составляет около 11,2 года.

## Применение собак породы финский шпиц
Собака-универсал, успешно охотится по следующим видам дичи и зверя: боровая дичь (глухарь, тетерев, вальдшнеп, рябчик, фазан), копытные (косуля, лось, олень, сайгак), пушнина (белка, куница, норка, соболь, колонок, хорек, горностай), а также медведь, барсук, енот, бобер и др.
Финские шпицы — независимые, волевые, умные собаки. Эта порода плохо реагирует на жесткие методы дрессировки. Их следует обучать легким прикосновениям и методом положительного подкрепления. При терпении и спокойном, но твердом обращении финский шпиц может стать прекрасным компаньоном.
Финский шпиц лает на все, что кажется ему необычным. Лай является важной частью их охотничьей работы. В Финляндии этих собак ценят за их способность лаять, которая может варьироваться от короткого, резкого лая до заливистого долгого лая, которые звучат как йодль. Финский шпиц может лаять до 160 раз в минуту. В Скандинавии проводится соревнование на звание «Короля лая». В Финляндии способность финского шпица лаять в работе должна быть подтверждена, прежде чем собака сможет получить титул чемпиона породы по экстерьеру на выставке собак.
На охоте лай — это способ сигнализировать охотнику о том, что собака обнаружила добычу в лесу. Финского шпица можно научить меньше лаять в быту, хотя лай делает их превосходными сторожевыми собаками.